# Esme & Roy
Esme & Roy ist eine kanadisch-amerikanische Zeichentrickserie für Vorschulkinder. Die Erstausstrahlung erfolgte am 18. August 2018 auf Treehouse TV (Kanada) und HBO (USA). In Deutschland läuft die Serie auf KiKA.

## Handlung
Die Serie spielt in Monstertal, einem Ort, der fast nur von Monstern bewohnt wird. Dort lebt auch das Mädchen Esme und ihr bester Freund, das Monster Roy. Zusammen passen sie als Monstersitter auf kleine Monster auf und helfen ihnen bei ihren Problemen.

## Produktion
Die Serie ist eine Produktion von Nelvana und Sesame Workshop.